# Okręg wyborczy Gilmore
Okręg wyborczy Gilmore (ang. Division of Gilmore) – jednomandatowy okręg wyborczy do Izby Reprezentantów Australii, znajdujący się na wybrzeżu Nowej Południowej Walii, na południe od Sydney. Powstał przed wyborami w 1984 roku. Jego patronką jest pisarka i dziennikarka Mary Gilmore. 

## Lista posłów
| okres urzędowania | poseł        | przynależność              |
| ----------------- | ------------ | -------------------------- |
| 1984-1993         | John Sharp   | Narodowa Partia Australii  |
| 1993-1996         | Peter Knott  | Australijska Partia Pracy  |
| 1996-2013         | Joanna Gash  | Liberalna Partia Australii |
| od 2013           | Ann Sudmalis | Liberalna Partia Australii |

źródło: 

## Dawne granice

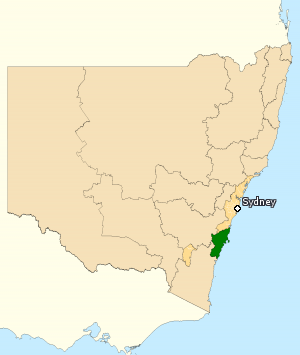
Okręg w granicach z 2010 roku